# Перелік кавалерів Хреста Симона Петлюри (Я)
Ця сторінка — інформаційний реєстр. Див. також основні статті: Хрест Симона Петлюри та Перелік кавалерів Хреста Симона Петлюри.
В алфавітному порядку представлені всі відомі кавалери Хреста Симона Петлюри, чиї прізвища починаються з літери «Я». 
| № | Фото | Ім'я                            | Дата народження | Місце народження               | Дата смерті       | Місце смерті | Звання                | Підрозділ              | № ордена |
| - | ---- | ------------------------------- | --------------- | ------------------------------ | ----------------- | ------------ | --------------------- | ---------------------- | -------- |
| 1 |      | Якубовський Антін Павлович      | 1880            |                                |                   |              | Полковник             |                        |          |
| 2 |      | Якубовський Павло Володимирович | 11 червня 1895  | Біла Церква                    | 22 листопада 1921 |              | молодший унтер-офіцер |                        |          |
| 3 |      | Янчевський Микола Миколайович   | 4 грудня 1875   | смт. Ямпіль, Сумська область   | 1935              |              | Генерал-хорунжий      |                        |          |
| 4 |      | Яшниченко Микола Йосипович      | 10 жовтня 1881  | м. Жмеринка, Вінницька область |                   |              | Генерал-хорунжий      | 8-а Запорізька дивізія |          |